# Tuttlinger Stadtbrand
Der Tuttlinger Stadtbrand ereignete sich am 1. November 1803. An diesem Tag brannte die in Württemberg liegende Stadt Tuttlingen innerhalb der Stadtmauern vollständig ab.

## Das Geschehen
Gegen vier Uhr nachmittags brach an der äußersten Nordostecke der Stadt, direkt neben dem sogenannten „Unteren Tor“ vor der Donaubrücke, im Haus des Kaufmanns Luithlen ein Feuer aus. Die genaue Ursache konnte nie vollständig geklärt werden.
An diesem 1. November, einem sonnigen Spätherbsttag, waren viele der Stadtbewohner mit Arbeiten im Wald und auf den Feldern beschäftigt. Im protestantischen Tuttlingen war der 1. November kein Feiertag. Ein starker Nordostwind sorgte dafür, dass der Funkenflug schnell über die ganze Stadt getragen wurde. Die hohen Bühnen waren mit Stroh, Heu und Brennmaterial gefüllt und boten dem Feuer reichlich Nahrung. Die Sturmglocken wurden geläutet und es wurden berittene Boten in alle Richtungen entsandt, um Hilfe zu holen. Der Torturm an der Donau stürzte ein und versperrte den Weg zur Donau, zum Wasser und den Rückweg von den Feldern. Die Nachbarn, auch aus dem nicht-württembergischen Ausland, halfen hervorragend, aber im Verlauf von drei Stunden war die Stadt innerhalb der Stadtmauern komplett eingeäschert.
Trotz dieser Umstände gab es nur zwei Menschenleben zu beklagen: ein 82-jähriger, bettlägeriger Bauer und eine Witwe, die nach erfolgreicher Flucht nochmals ins brennende Haus zurückgekehrt war.

## Die Schadensbilanz
Insgesamt brannten 227 Gebäude ab, darunter die Oberamtei-Wohnung, der herrschaftliche Fruchtkasten, die herrschaftliche Zehntscheuer, zwei Rathäuser, das Schulhaus, zwei Tore mit Türmen und die Kirche. Außer der Kirche lagen sämtliche Gebäude in der Brandversicherung. Die Stadt wurde ab 1804 nach einem Plan des Landbaumeisters Carl Leonard von Uber mit klassizistisch rechtwinkligen Straßen und quadratisch angelegten Häuserquartieren neu erbaut.